# Europamästerskapen i amatörboxning 1925
Europamästerskapen i amatörboxning 1925 arrangerades mellan den 11 och 15 maj 1925 i Stockholm i Sverige. Det var den första upplagan av europamästerskapen i amatörboxning.
Sverige hade följande åtta tävlande vid mästerskapet: Harry Jansson (flugvikt), Rolf Gustavsson (bantamvikt), Oscar Andréhn (fjädervikt), Selfrid Johansson (lättvikt), Helge Ahlberg (weltervikt), Elis Pettersson (mellanvikt), Nils Ramm (lätt tungvikt) och Bror Persson (tungvikt).

## Medaljörer
| Gren                     | Guld                      | Silver                   | Brons                      |
| Flugvikt (–50,8 kg)      | Émile Pladner Frankrike   | William James England    | Karl Schulze Tyskland      |
| Bantamvikt (–53,5 kg)    | Archie Rule England       | Franz Dübbers Tyskland   | Axel Norman Norge          |
| Fjädervikt (–57,1 kg)    | Oscar Andréhn Sverige     | Jacob Domgörgen Tyskland | Richard Madsen Danmark     |
| Lättvikt (–61,2 kg)      | Selfrid Johansson Sverige | Signaller Viney England  | Arne Sande Danmark         |
| Weltervikt (–66,7 kg)    | Harald Nielsen Danmark    | Helge Ahlberg Sverige    | Hein Müller Tyskland       |
| Mellanvikt (–72,6 kg)    | Frank Crawley England     | Hans Holdt Danmark       | Franz Krüppel Tyskland     |
| Lätt tungvikt (–79,4 kg) | Thyge Petersen Danmark    | Nils Ramm Sverige        | Karel Miljon Nederländerna |
| Tungvikt (+79,4 kg)      | Bror Persson Sverige      | Dudley Lister England    | Helmuth Siewert Tyskland   |

## Medaljtabell
*   Värdland ( Sverige)
| Nr                  | Nation              | Guld | Silver | Brons | Totalt |
| ------------------- | ------------------- | ---- | ------ | ----- | ------ |
| 1                   | Sverige (SWE)*      | 3    | 2      | 0     | 5      |
| 2                   | England (ENG)       | 2    | 3      | 0     | 5      |
| 3                   | Danmark (DEN)       | 2    | 1      | 2     | 5      |
| 4                   | Frankrike (FRA)     | 1    | 0      | 0     | 1      |
| 5                   | Tyskland (GER)      | 0    | 2      | 4     | 6      |
| 6                   | Nederländerna (NED) | 0    | 0      | 1     | 1      |
| 6                   | Norge (NOR)         | 0    | 0      | 1     | 1      |
| Totalt (7 nationer) | Totalt (7 nationer) | 8    | 8      | 8     | 24     |